# Mentonă
Mentona este un compus organic din clasa monoterpeneoidelor monociclice cu formula chimică C10H18O. Prezintă o aromă de mentă și se regăsește în uleiurile esențiale ale multor plante. Mentolul este o componentă odorantă a uleiului de mentă (sursa: manualul de chimie clasa XI, C1, pagina 27, autori: Elena Alexandrescu, Viorica Zaharia, Mariana Nedelcu; colecția EDUCATIONAL). Structura din poză este cea a stereoizomerului cel mai răspândit în natură, dintre cei patru posibili. Este similar structural cu mentolul, care este alcoolul analog.